# Isabel Howard
Isabel Howard (en anglès: Elizabeth Howard) va ser la filla de Thomas Howard, segon Duc de Norfolk, esposa de Tomàs Bolena, primer Comte de Wiltshire i primer Comte de Ormonde. Mare de Maria Bolena, Jordi Bolena (després Vescomte Rochford) i Anna Bolena.
Els Howard eren una família de la noblesa molt influent, no obstant això molts consideraven que el matrimoni de la germana del duc, Isabel, amb Bolena, que provenia d'una família de comerciants, estava per sota del seu rang. Durant el regnat d'Enric VIII d'Anglaterra Tomàs Bolena havia ascendit al lloc que ocupava en la cort i es va beneficiar molt quan la seva filla Anna es va convertir en reina.